# 盛岡市上下水道局
盛岡市上下水道局（もりおかしじょうげすいどうきょく）とは、岩手県盛岡市の水道事業・下水道事業を所管する地方公営企業である。

## 概要
平成27年度の状況は以下のとおり。
- 給水人口 – 286,982人
- 総配水量 – 30,908,549m3
- 日最大配水量 – 96,859m3（7月22日）
- 水洗化人口 – 251,299人
- 年間総処理水量 – 38,201,422 m3
- 一日平均処理水量 – 104,375 m3

## 沿革

### 水道
当市には昭和3年4月創設の「盛岡市水道利用組合」が存在していたが、組合と協議し、その施設を全面的に買収する譲渡契約を締結し、昭和7年8月に水道創設事業認可を受け、水道課を新設した。
当時の水道は中津川支流の米内川を水源として導水し、米内浄水場にて浄水、新庄の配水池から市内に給水するものであった。以降、需要水量の増加に伴い昭和28年からの青山揚水場建設、昭和31年の北厨川揚水場建設、中屋敷浄水場・高松配水場建設、沢田浄水場建設、新庄浄水場建設、各施設拡充を経て現在に至っている。
また、上羽場・中羽場・飯岡・繋・湯沢団地などの簡易水道事業も統合し、給水区域を拡大してきた。

### 下水道
昭和28年に菜園地区で計画面積約150ヘクタール、計画人口約３万人の4か年事業に着手したことに始まる。以降、仁王田甫・南、内丸・上田・北・東地区等を拡張してきた。その後、近隣市町村を含む盛岡広域公共下水道計画が策定され、単独と流域下水道との整備等を経て現在に至っている。なお、流域下水道は「北上川上流流域下水道事業」として岩手県が事業主体となっている。

## 組織
上下水道事業管理者を代表者とし、部長1名、次長2名以下各課が設置されている。
- 総務課、経営企画課、給排水課、水道建設課、水道維持課、浄水課、下水道整備課、下水道施設管理課、玉山事務所

## 施設
主な施設は以下のとおり。

### 浄水場
- 米内浄水場
  - 緩速濾過 – 日計画浄水量 9,675 m3、急速濾過 -日計画浄水量 24,000 m3

- 中屋敷浄水場
  - 日計画浄水量 21,000 m3
- 沢田浄水場
  - 日計画処理水量 32,400 m3
- 新庄浄水場
  - 日計画処理水量 35,200 m3

- 生出浄水場
  - 日計画浄水量 4,295 m3
- 刈屋浄水場
  - 日計画浄水量 724 m3
- 前田浄水場
  - 日計画処理水量 98 m3

### 下水道処理施設
- 都南下水処理場
- 汚水中継ポンプ場
  - 松園、松園第二、蛇島、上赤平、名乗沢第一・第二
- 雨水ポンプ場
  - 大沢川原、神子田、下道、中川、中川原